# 気管チューブ

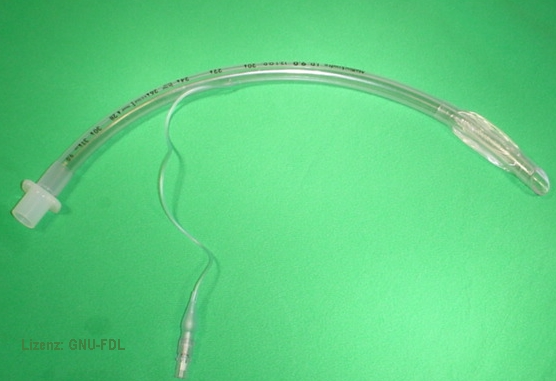
気管チューブ

気管チューブ（きかんチューブ、英: tracheal tube）または気管内チューブとは、気道確保の用具の一つ。気管チューブを気管内に経口的、経鼻的に挿入する手技を気管挿管と呼ぶ。

## 歴史
気管に挿管するチューブは古くから存在し、18世紀には溺水からの蘇生のために金属製のチューブを用いる手技があった。19世紀に気道閉塞に対して金属製のチューブを挿管する試みもあったがこれは失敗に終わっている。
20世紀に、太い内腔を持つ気管チューブを通じて吸気呼気を行う方法がアイルランドの麻酔科医イヴァン・マギールによって考案された。これは患者の頭を後屈させ、経鼻的に挿管するものだった。カフ付きの気管チューブは米国の麻酔科医アーサー・グーデルとラルフ・ウォーターズによって考案され、現在のようなプラスチック製の形状は米国の外科医デビッド・シェリダンによって開発された。

## 構造
現在の診療で最もよく用いられる気管内チューブはポリ塩化ビニル製のシングルルーメンチューブである。側面には挿管の深さを示す目盛りが書かれている。チューブの近位端には人工呼吸器などに接続するためのコネクターがあり、チューブの横にはカフに空気を送り込むための細いチューブ（カフ注入チューブ）が付いている。
チューブ先端の周囲にカフ（風船）が付いており、カフは空気を送り込むと球状や俵型に膨らむ。近年は高容量低圧カフが一般的で、適切に気管内で膨らませると過剰な圧をかけることなくチューブと気管内壁との隙間を塞ぐ。これにより肺が外気から分離され、また、誤嚥などから気道が保護される。
サイズは挿管する対象によって異なり、成人の気道確保には長さ約30cm、内径7.0mm（女性用）または8.0mm（男性用）のものが一般的に用いられる。
カフ付き、カフ無しの他に、予備成形された気管チューブも用いられる。口腔用および鼻腔用のRAEチューブ（発明者のRing、Adair、Elwynにちなんで命名）は、予備成形チューブの中で最も広く用いられている。RAEチューブは、”Right Angle Endotracheal Tube"、すなわち直角チューブの略であるとして紹介されている事例もあるが、RAEチューブのチューブの折れ曲がり角度は直角ではない。

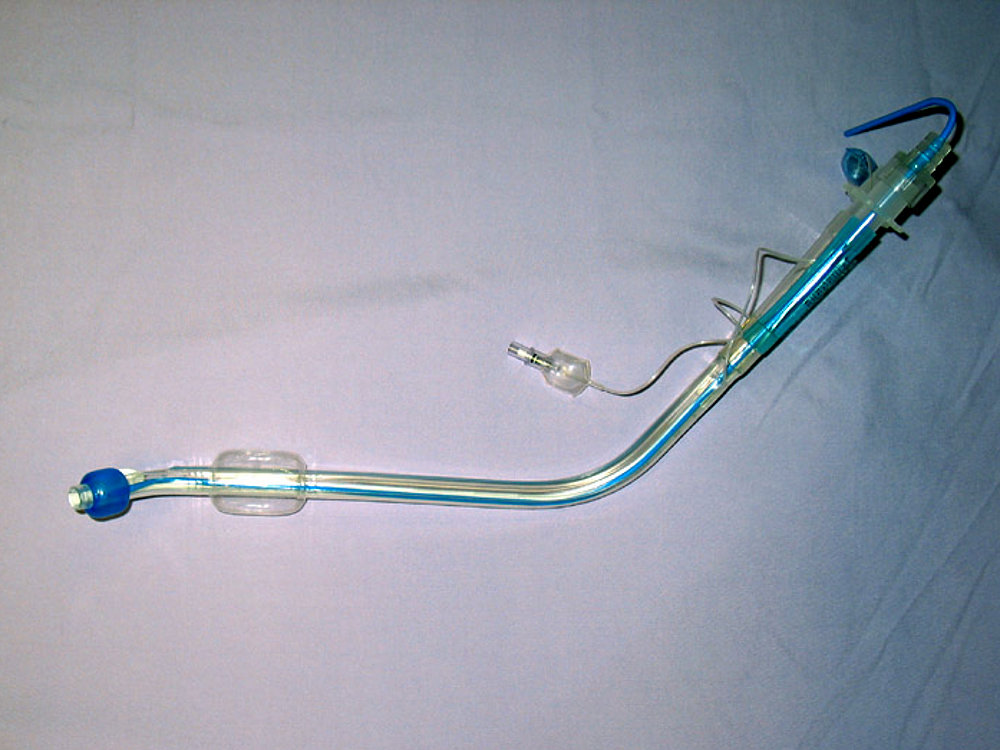
胸腔鏡補助下肺葉切除などの胸部外科手術に用いられるカーレンス型ダブルルーメン気管支チューブ

気管内ルーメンだけでなく、気管支内ルーメンを持つダブルルーメン気管支チューブには、多くの異なるタイプがある（Carlens、White、Robertshawチューブ）。これらのチューブは通常、同軸で、2つの別々のルーメンと2つの別々の開口部を備えている。気管内管腔は気管で終端し、気管支内管腔は遠位端が右または左の主気管支に1～2cm挿入される。また、気管内ルーメンが1本で気管支ブロッカー（気管支を閉塞するバルーン）が内蔵されているユニベントTMチューブもある。これらのチューブにより、両肺、またはどちらかの肺を単独で人工呼吸することができる。外科医の視界が確保でき、胸腔内の他の周辺臓器へのアクセスが容易になるので、片肺換気（手術側の肺が潰れるようにする）は胸部手術中に有用である。
スパイラルチューブ（英: armoured or reinforced）は、ワイヤーで補強されたカフ付きチューブである。らせん状のワイヤーで補強されていることから、日本ではスパイラルチューブと呼ばれるが、英語圏では「装甲」"armoured"または「強化」"re-inforeced"チューブと呼ばれることが多い。単なるポリ塩化ビニルチューブよりはるかに柔軟でありながら、圧壊やキンクが起こりにくい。そのため、気管を長時間挿管したままにしておくことが予想される場合や、手術中に頸部を屈曲させたままにしておく場合に用いられる。ほとんどのスパイラルチューブは気管に進めやすいように最適化された気管チューブの曲がり、すなわちMagillカーブを有しているが、予め成形されたスパイラルRAEチューブも利用可能である。気管チューブの他のタイプには、膨張式カフのすぐ上に小さな開口部があり、必要に応じて気管の吸引や気管内薬剤の投与に用いることができる（カフ上吸引つきチューブ）。その他のチューブ（Bivona Fome-Cufチューブなど）は、気道およびその周辺のレーザー手術に用いるために特別に設計されている。

## 使用方法
経口的に挿管するのが一般的である。喉頭鏡を用いて気管にチューブの先端を挿入し、シリンジを用いてカフ注入チューブに空気を入れ、カフを気管内で膨らませる。その後テープで口角にチューブを固定する。

## 種類
- シングルルーメン気管内チューブ：上記の最も一般的に用いられるチューブ。カフの無いものや、金属製のらせん状のワイヤーで補強したものもある。

- ダブルルーメン気管内チューブ：分離肺換気や片肺換気に用いる。長さの異なる2本の気管内チューブを1本にまとめた構造を持つ。左気管支用と右気管支用とがあり、左気管支用が解剖学的に安全であるため優先されるが、左肺の手術などでは右気管支用が用いられる。左気管支用を用いる場合、短いチューブの先端が気管内、長いチューブの先端が左気管支内に位置するように挿入し、それぞれのチューブ先端にあるカフを膨らませることで、右肺は短いチューブ、左肺は長いチューブによりそれぞれ換気される状態になる。

- 気管切開チューブ（気管カニューレ）：気管切開による気道確保に用いる。長さ約10cmで、喀痰を吸引するためのサイドチューブや頸部前面にチューブを固定するためのウイングが付いている。カフが付いているものと付いていないものがあり、カフ無しのチューブは誤嚥のリスクがあるが発声ができる。